# Oxytropis mumynabadensis
Oxytropis mumynabadensis är en ärtväxtart som beskrevs av Boris Fedtjenko. Oxytropis mumynabadensis ingår i släktet klovedlar, och familjen ärtväxter. Inga underarter finns listade i Catalogue of Life.